# 浅野長邦
浅野 長邦（あさの ながくに、安永5年（1776年） - 嘉永5年3月1日（1852年4月19日））は、江戸時代後期の旗本。通称は久次郎。
旗本浅野長貞の長男として誕生した。母は諏訪七左衛門頼容の娘。寛政6年（1794年）11月14日、切米300俵で書院番士として出仕する。父の死にともない、文化5年（1808年）8月4日に500石の家督を相続した。このときに300俵は幕府に返上した。天保2年（1831年）3月28日に隠居して嫡男の長年に家督を譲った。嘉永5年（1852年）閏3月1日死去。高輪の泉岳寺に葬られた。法名は淨邦院殿閑窓蓮夢大居士。妻は小林仙太郎正方の娘。